# Diplotaxis anneae
Diplotaxis anneae är en skalbaggsart som beskrevs av Mccleve 1993. Diplotaxis anneae ingår i släktet Diplotaxis och familjen Melolonthidae. Inga underarter finns listade i Catalogue of Life.